# Нью-Бостон (Нью-Гемпшир)
Нью-Бостон (англ. New Boston) — місто (англ. town) в США, в окрузі Гіллсборо штату Нью-Гемпшир. Населення — 6108 осіб (2020).

## Демографія
Згідно з переписом 2010 року, у місті мешкала 5321 особа в 1883 домогосподарствах у складі 1482 родин. Було 1967 помешкань
Расовий склад населення:
| - 97,6 % — білих - 0,7 % — азіатів - 0,4 % — чорних або афроамериканців - 0,1 % — корінних американців |

До двох чи більше рас належало 0,8 %. Частка іспаномовних становила 0,9 % від усіх жителів.
За віковим діапазоном населення розподілялося таким чином: 27,5 % — особи молодші 18 років, 64,6 % — особи у віці 18—64 років, 7,9 % — особи у віці 65 років та старші. Медіана віку мешканця становила 39,9 року. На 100 осіб жіночої статі у місті припадало 100,8 чоловіків;  на 100 жінок у віці від 18 років та старших — 99,9 чоловіків також старших 18 років.
Середній дохід на одне домашнє господарство  становив 118 076 доларів США (медіана — 104 241), а середній дохід на одну сім'ю — 123 499 доларів (медіана — 107 321). Медіана доходів становила 64 583 долари для чоловіків та 49 632 долари для жінок. За межею бідності перебувало 1,9 % осіб, у тому числі 0,0 % дітей у віці до 18 років та 8,5 % осіб у віці 65 років та старших.
Цивільне працевлаштоване населення становило 3132 особи. Основні галузі зайнятості: освіта, охорона здоров'я та соціальна допомога — 23,7 %, виробництво — 14,7 %, науковці, спеціалісти, менеджери — 10,7 %, роздрібна торгівля — 9,9 %.